# Il sapore della ciliegia
Il sapore della ciliegia (Ta'm-e gilās...) è un film del 1997 scritto, diretto, prodotto e montato da Abbas Kiarostami, vincitore della Palma d'oro al 50º Festival di Cannes.

## Trama
Nella periferia di Teheran, un uomo di mezz'età, il signor Badī, vaga con la sua auto in cerca di una persona che esaudisca un suo desiderio: egli intende suicidarsi, ha già scavato la propria fossa all'ombra di un alberello in campagna e desidera che qualcuno venga il mattino seguente a ricoprire il proprio corpo, nel caso che il proposito venga attuato.
Mentre vaga tra cave e immigrati afghani, molti pensano abbia intenzioni poco rassicuranti, ma Badī riesce ad avvicinare tre sconosciuti a cui offre anche molto denaro. Il primo è un ragazzo curdo di leva che, spaventato dalla proposta, fugge. Il secondo, un seminarista afgano di una scuola coranica, rifiuta di collaborare poiché non vuole macchiarsi di un gesto sacrilego.
Soltanto l'ultimo accetta, perché ha bisogno di soldi per le cure del figlioletto malato: è un anziano impiegato turco, tassidermista al museo di scienze naturali, il signor Bagheri. Durante il tragitto, Bagheri gli fa però prendere una strada, volutamente più lunga, per avere il tempo di raccontare una storia: anch'egli, anni prima, aveva meditato di togliersi la vita, salvo poi ripensarci assaporando il sapore del frutto di un gelso (la "ciliegia" del titolo) e quindi la bellezza della vita.

## Distribuzione
Originariamente previsto per la 53ª Mostra internazionale d'arte cinematografica di Venezia, il film è stato presentato in anteprima il 16 maggio 1997 alla 50ª edizione del Festival di Cannes, dopo essere stato inizialmente bandito dal governo iraniano a partecipare alla manifestazione. A Cannes, dov'era in concorso, il film ha poi vinto la Palma d'oro al miglior film ex aequo con L'anguilla di Shōhei Imamura, primo film iraniano a ottenere questo riconoscimento. Tuttavia, è stato distribuito nelle sale cinematografiche del paese soltanto due anni più tardi, nel 1999.
In Italia, il film è stato distribuito nelle sale cinematografiche a partire dal 10 ottobre 1997.

## Accoglienza

### Critica
Sull'aggregatore di recensioni online Rotten Tomatoes, il film ha una percentuale di giudizi positivi pari all'84% basata su 38 recensioni da parte della critica, con una media del 7,4. Su Metacritic, che utilizza una media ponderata, ha un punteggio di 80 su 100, basato su 22 recensioni da parte della critica, ad indicare un "giudizi tendenzialmente favorevoli".
Umberto Rossi, nel quarto volume della Storia del Cinema mondiale di Einaudi, definisce il film un'«opera di rara forza, un testo che sta dalla parte dell'esistenza vera, contro la sua rappresentazione».

## Riconoscimenti
- 1997 – Festival di Cannes
  - Palma d'oro
- 1998 – Boston Society of Film Critics Awards
  - Miglior film in lingua straniera
- 1998 – New York Film Critics Circle Awards
  - Candidatura per il miglior film in lingua straniera
- 1999 – Chicago Film Critics Association Awards
  - Candidatura per il miglior film in lingua straniera
- 1999 – National Society of Film Critics Awards
  - Miglior film in lingua straniera